# Anton Dontchev
Anton Dontchev (en bulgare : Антон Николов Дончев, SBOTCC : Anton Nikolov Donchev) est un écrivain bulgare né le 14 septembre 1930 à Bourgas (royaume de Bulgarie) et mort le 20 octobre 2022 à Sofia (Bulgarie). 
Il est surtout connu pour son roman historique Les Cent frères de Manol, paru pour la première fois en 1964, qui conte la résistance de paysans bulgares à l'islamisation imposée par les Ottomans au XVIIe siècle.

## Décorations bulgares
- Récipiendaire de l'ordre des Saints-Cyrille-et-Méthode
- Récipiendaire de l'ordre de Stara Planina

## Œuvres traduites en français
- Les Cent Frères de Manol, 1964, trad. française d'Evstatiev Obbov, Actes sud, 1995 (rééd. Babel, 2002)
- L'Épopée du livre sacré, 1998, trad. française de Veronika Nentcheva et Éric Naulleau, Actes sud / L'Esprit des péninsules, 1999 prix Balkanika 1999